# Quax in Afrika
Quax in Afrika ist ein deutscher Spielfilm, gedreht 1943/44. Die unter dem Titel Quax in Fahrt (auch: Quax auf Fahrt) gedrehte Komödie mit Heinz Rühmann in der Hauptrolle ist eine Fortsetzung des Films Quax, der Bruchpilot aus dem Jahr 1941, nach Motiven der gleichnamigen Verserzählung von Hermann Grote. Der Fluglehrer Quax nimmt nur widerwillig zwei weibliche Flugschüler auf, aber wird auf einer Flugrallye von Bayern über Spanien nach Afrika von den Fähigkeiten der Frauen überzeugt. Der Film kam vor Kriegsende nicht mehr zur Aufführung; er wurde erstmals im Jahr 1947 in Schweden aufgeführt und kam am 22. Mai 1953 in deutsche Kinos. Afrikanische Frauen werden barbusig gezeigt, und in einer neueren Filmrezension wurde der Film als unterschwellig rassistisch bezeichnet. 

## Handlung
Bayern, circa 1932: Der Flugschüler Otto Groschenbügel, Spitzname Quax, hat es zum professionellen Fluglehrer an der Fliegerschule Bergried gebracht. Obwohl er von Natur aus ein sympathischer Mensch ist, beschließt er, eine strenge Fassade anzunehmen, als er erfährt, wie seine Schüler die Flugzeuge missbraucht haben, um bei Frauen aufzuschneiden. Seine strengen Predigten, dass Frauen auf einem Flugplatz nichts zu suchen hätten, werden jedoch sogleich untergraben, als seine Freundin Marianne ihn unerwartet besucht und erst recht, als ihm zwei weibliche Flugschüler zugeteilt werden. Bald kündigt der Leiter der Flugschule an, dass der „Europaflug“-Wettbewerb (eine Luft-Rallye von Deutschland über Spanien nach Afrika und zurück) von Bergried aus starten soll und Quax zusammen mit einigen männlichen und den beiden weiblichen Flugschülern daran teilnehmen soll. Quax wird nun von den fliegerischen Talenten der Frauen überzeugt. Unterwegs in Spanien frönen sie lokalen Tänzen und Heiterkeiten und Quax legt seine aufgesetzte disziplinarische Persönlichkeit ab. In Afrika erleiden die Flieger zwei Bruchlandungen und werden von Einheimischen entdeckt. Quax wird genötigt, die schöne Tochter Banani des Stammeshäuptlings Aruba zu heiraten und Europäer und Afrikaner feiern ausgelassen in einem afrikanischen Ritualtanz. Der Medizinmann des Stammes jedoch wird bald eifersüchtig und hetzt den Stamm gegen Quax auf. Schließlich kommt ein rettendes Flugzeug und bringt die Flieger in ihre Heimat zurück.
Humor wird durch die gegensätzliche Entwicklung der Protagonisten Quax und Flugschülerin Renate erzeugt. Der autoritäre und enthaltsame Quax wandelt sich über Spanien und Afrika zu einem kindischen Schelm, der die Sprachbarriere ausnutzt, um ungestraft abfällige Witze über ihre afrikanischen Gastgeber („Ein Armadillo gebraten, mit Dortmunder Aktienbier!“) und sexuell anzügliche Bemerkungen zu machen und geht bedenkenlos und neugierig die Ehe mit Banani ein. Renate hingegen spielt anfangs das unterwürfige Mädchen, dann in Spanien angelt sie Quax im Tanz, und in Afrika glänzt sie durch ihre afrikanischen Sprachkenntnisse, maßregelt Quax' grenzwertige Witze („Benehmen Sie sich!“), und weist souverän die Avancen des Medizinmannes zurück.

## Hintergründe
Der Film wurde von Juli 1943 bis Januar 1944 gedreht. Die Flugplatz-Szenen wurden am Flugplatz Kempten-Durach aufgenommen. Die Szenen des Films, die in Afrika spielen, wurden in Brandenburg gedreht, wie sich Schauspielerin Bruni Löbel später erinnert:

„Die Szenen in Afrika, die wurden in Brandenburg gedreht, wo es eher öd war. Und dort hat man dann aus dem botanischen Garten ein paar Palmen aufgestellt. Ja und die Schwarzen, die kamen von überall her, ich weiß gar nicht, wo die alle herverpflichtet wurden. Die sächsischen Schwarzen, die sprachen natürlich ein besonders schönes Sächsisch.“

Die schwarzen Komparsinnen mussten im Film ihre nackten Brüste zeigen, um das deutsche Kolonialbild von Afrikanern als unzivilisierten Wilden zu bestärken. Die Schauspielerin Juliette Hillerkus, die zuvor in der Deutschen Afrika-Schau aufgetreten war, widersetzte sich der Vorgabe und ist vollständig bekleidet zu sehen.
Die Filmprüfstelle ließ den Film im Februar 1945 zu, er kam jedoch vor Kriegsende nicht mehr zur Aufführung. Nach Kriegsende wurde die Aufführung in Deutschland von der alliierten Militärregierung verboten. Er wurde erstmals im Jahr 1947 in Schweden aufgeführt und kam am 22. Mai 1953 in deutsche Kinos. 

## Kritiken
Im Lexikon des internationalen Films wird geurteilt, der Film sei eine „mißglückte Fortsetzung“ von Quax, der Bruchpilot, die Komik würde „abstürzen“ und der Film sei ein „Klamauk mit rassistischen Untertönen“.